# Epophthalmia frontalis
Epophthalmia frontalis är en trollsländeart. Epophthalmia frontalis ingår i släktet Epophthalmia och familjen skimmertrollsländor. IUCN kategoriserar arten globalt som livskraftig.

## Underarter
Arten delas in i följande underarter:
- E. f. binocellata
- E. f. frontalis